# Cruel Daze of Summer
Cruel Daze of Summer è un singolo del gruppo musicale statunitense Julien-K, pubblicato il 7 agosto 2012 come secondo estratto dal secondo album in studio We're Here with You.

## Video musicale
Il videoclip, diretto da Vicente e da Fernando Cordero (e co-diretto da Amir Derakh e da Ryan Shuck), mostra una ragazza che inizialmente dorme sulla riva di una spiaggia per poi svegliarsi a causa dell'arrivo di un autista (Ryan Shuck) in macchina. La ragazza sale e viene portata in mezzo a un campo di grano, dentro alla quale sbuca una porta da aprire con un chiave (consegnata da Shuck alla ragazza). Mentre si dirige verso la porta è osservata da un uomo elegante (Fu Valcic) con un ombrello nero; non appena apre la porta, la ragazza si ritrova dentro a un corridoio di un motel e, dopo essere uscita, si ritrova davanti alla stessa macchina di prima, stavolta guidata da Amir Derakh. Arrivati a destinazione (davanti a una spiaggia), Derakh consegna alla ragazza un vinile e le indica di andare verso un'altra porta che sbuca da un giardino vicino alla spiaggia. Aperta la porta, si ritrova dentro un salotto e ha davanti a sé un giradischi. Quando pone il vinile sopra quest'ultimo viene catapultata in una discoteca. Il video si conclude con la ragazza sdraiata nella spiaggia in cui si ritrovata all'inizio del video.

## Tracce
Testi e musiche di Amir Derak, Ryan Shuck, Anthony Valcic, Adam Bambrough e Rob Peckham.
CD promozionale (Stati Uniti), download digitale – 1ª versione
1. Cruel Daze of Summer (Radio Edit) – 4:05
2. Cruel Daze of Summer – 6:23
3. Cruel Daze of Summer (Chris Zane Alternative Mix) – 6:32
4. Cruel Daze of Summer (Video Edit) – 6:39
5. Cruel Daze of Summer (Z-Listers Remix) – 7:10
6. Cruel Daze of Summer (Demo) – 6:25 – assente nel CD promozionale

Download digitale – 2ª versione
1. Cruel Daze of Summer (Radio Edit) – 4:05
2. Cruel Daze of Summer – 6:23
3. Cruel Daze of Summer (Video Edit) – 6:39
4. Cruel Daze of Summer (Freddie Westborn Remix) – 5:52
5. Cruel Daze of Summer (Eli James Remix) – 4:01
6. Cruel Daze of Summer (Jaeger Remix) – 5:15
7. Cruel Daze of Summer (Z-Listers Remix) – 7:10
8. Cruel Daze of Summer (Eion Willoughby Remix) – 3:36
9. Cruel Daze of Summer (Fun X Force Remix) – 4:46
10. Cruel Daze of Summer (Moss Remix) – 5:53
11. Cruel Daze of Summer (Timo Klinga Remix) – 4:25
12. Cruel Daze of Summer (Chris Zane Alternative Mix) – 6:24

## Formazione
Gruppo
- Ryan Shuck – voce, chitarra, sintetizzatore
- Amir Derakh – chitarra, programmazione, sintetizzatore
- Anthony "Fu" Valcic – programmazione, sintetizzatore
- Frank Zummo – batteria

Altri musicisti
- Elias Rodriguez – drum machine aggiuntiva
- The Z-Listers – programmazione e sintetizzatori aggiuntivi